# Ticino (Córdoba)
Ticino è una città dell'Argentina nella provincia di Córdoba. 
La città conta 2.188 abitanti (secondo il censimento effettuato nel 2010) e si trova sulla Strada Provinciale 6 (Cordova), a circa 190 km dalla città di Cordova.
La festa patronale viene celebrata il 15 agosto, in onore della Vergine Assunta.

## Storia
Ticino è stata fondata nel 1911 da due italo-svizzeri: Riccardo Simonini e Juan Thiele. La città è cresciuta in base alla dinamica della ferrovia, vicino ai binari. Il nome è probabilmente stato scelto in onore del Ticino.

## Economia
La principale attività economica è l'agricoltura, le cui colture principali sono soia, mais e arachidi, seguita dall'allevamento.